# La segunda noche
La segunda noche es una película mexicana dirigida por Alejandro Gamboa, estrenada el 31 de marzo del año 2000. Es la secuela a la película La primera noche.

## Trama
Cuatro chicas adolescentes de clase media de la Ciudad de México, Rosalía, Susana, Lulú y Laura, piensan que para tener sexo es necesario el amor, pero tras sus experiencias con amigos y novios hace que se enfrenten al pensamiento de los hombres, que no están totalmente de acuerdo al de ellas. Pero las chicas descubren entre ellas las mismas emociones y deseos que todo adolescente posee mediante distintas situaciones.

## Reparto
- Mariana Ávila como Susana
- Irán Castillo como Rosalía
- Francesca Guillén como Lulú
- Sherlyn como Laura (Hermana de Lulú)
- Osvaldo Benavides como  Alfonso (Camarógrafo en el comercial de Rosalía, se enamora de Lulú)
- Archie Lafranco como Javier (Mantiene un romance con Rosalía, estando casado con Cristina)
- Juan Ángel Esparza como  Mauricio (Novio de Susana, tiene relaciones con Lulú)
- Mauricio Armando como Pablo (Camarero del bar, se enamora de Susana)
- Marco Valdés como Felipe (Novio de Laura)
- Luz María Jerez como Jacqueline (Mamá de Rosalía)
- Adriana Barraza como Consuelo (Mamá de Lulú y Laura)
- David Ostrosky como Saúl (Amante de Jacqueline)
- Nando Estevané como Ricardo (Padre de Rosalía, ex exposo de Jacqueline)
- Bárbara Guillén como Estela (Mamá de Susana)
- Andrea Legarreta como Dependienta de la farmacia
- Luis Cárdenas como Julio (Padre de Susana)
- Juan Carlos Serrán como Archi (Director del comercial que graba Rosalía)
- Yuriria del Valle como Cristina (Esposa de Javier)
- Gerardo Peyrano como Gerardo (exnovio de Rosalía)
- Ingrid Martz como Asistente del director